# Citronella mucronata
Espèce
Statut de conservation UICN

 VU  : Vulnérable
Citronella mucronata est une espèce d'arbres à feuilles persistantes de la famille des Cardiopteridaceae endémique au Chili. Il est dénommé
huillipatagua (prononcé en espagnol : [ wiʝipaˈtaɣwa]), ou naranjillo, ou citronnelle chilienne. Il pousse dans la région du matorral chilien au centre du Chili.

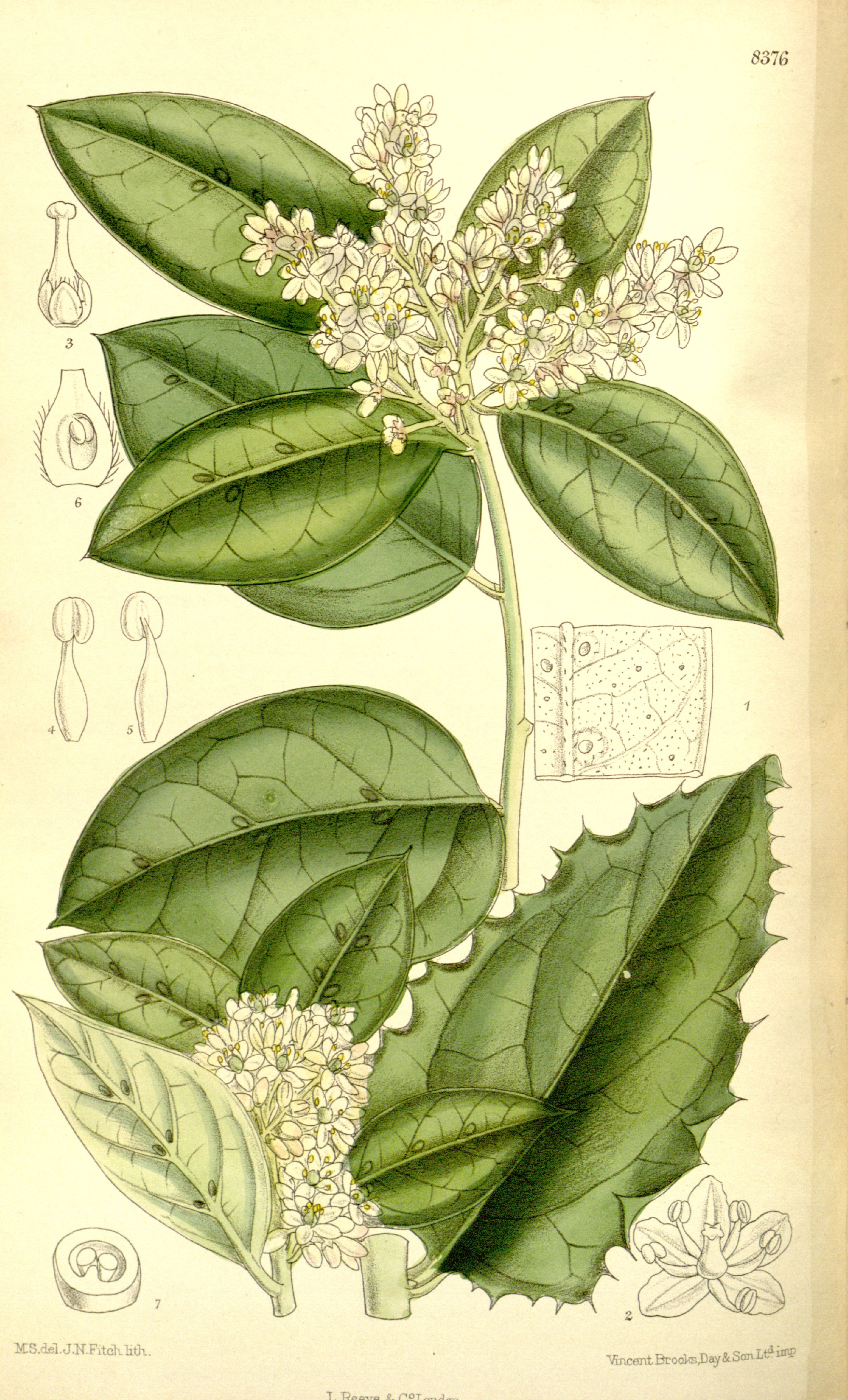
Illustration Villaresia mucronata sur le urtis's Botanical Magazine de 1911

## Description
Il atteint jusqu'à 10 m de haut et 1 m de diamètre. L'écorce est gris foncé et rugueuse. Les feuilles sont alternes, coriaces, le bord est entier ou denté, ovale ou oblong avec un apex (pointe) aigu qui se termine par un mucro (pointe acérée). Les feuilles mesurent environ 4,5 à 6 cm de long et 2,5 à 4 cm de large, avec des domaties à l'aisselle des nervures latérales. Les nervures sont jaunes, les feuilles sont vert brillant dessus et plus pâles en dessous. Les fleurs sont hermaphrodites, jaune blanchâtre et disposées en panicule terminales de 4–8 cm de long. Le calice est constitué de cinq sépaless, la corolle possède cinq pétales libres. Le fruit est une drupe sphérique d'environ 1 à 1,2 cm de diamètre qui est violette à maturité.

## Répartition et habitat
Citronella mucronata est originaire de l'écorégion du matorral chilien et pousse de manière discontinue de la province de Limari (30°40'S) à la province d'Osorno (40°30'S ), entre 15 et 1 050 mètres d'altitude. Il est commun dans la chaîne côtière chilienne, et moins commun à l'est dans les contreforts des Andes.
Il pousse généralement dans les forêts sclérophylles, le plus souvent dans le type de forêt Roble–Hualo, où il peut pousser avec Nothofagus dombeyi et Nothofagus alpina selon les conditions et latitudes. Dans les habitats côtiers du nord, il est souvent associé à Aextoxicon punctatum, Beilschmiedia miersii, Cryptocarya alba et Schinus latifolia. Dans la réserve nationale Los Bellotos del Melado (en) dans les Andes, il pousse avec Beilschmiedia berteroana, Cryptocarya alba, Nothofagus glauca et Quillaja saponaria.

## Conservation
Bien que Citronella mucronata ait une vaste aire de répartition nord-sud, cet arbre est menacé par la perte importante de son habitat qui concerne toute son aire de répartition, en particulier dans la chaîne côtière où la déforestation et la fragmentation de l'habitat sont importantes. Les sous-populations de l'espèce sont de plus en plus isolées les unes des autres, la distance la plus longue entre elles étant de 122 km (parc national Bosques de Fray Jorge et Los Vilos).
Il est classé comme vulnérable sur la liste riouge par l'UICN.

## Systématique
Le nom correct complet (avec auteur) de ce taxon est Citronella mucronata (Ruiz & Pav.) D.Don.
L'espèce a été initialement classée dans le genre Villaresia sous le basionyme Villaresia mucronata Ruiz & Pav..
Citronella mucronata a pour synonymes :
- Citronella chilensis (Molina) R.A.Howard
- Citronella chilensis (Molina) R.A.Howard ex Muñoz
- Citrus chilensis Molina
- Patagua chilensis Poepp. ex Neger
- Villaresia chilensis (Molina) Stuntz
- Villaresia congonha var. pungens Engl.
- Villaresia gongonha var. pungens (Miers) Engl.
- Villaresia mucronata var. laeta Miers
- Villaresia mucronata Ruiz & Pav.
- Villaresia pungens Miers